# Achaea serva
Achaea serva (лат.) — вид бабочек из семейства Erebidae. Распространены в Индии, Гонконге, Индонезии, Японии, на Тайване и в Таиланде, а также в Австралии — в Новом Южном Уэльсе, Квинсленде и Северной территории. Гусеницы развиваются на растениях следующих семейств: сумаховые (Buchanania), вьюнковые (Ipomoea), эбеновые (Ricinus), сапиндовые (Sapindus) и сапотовые (Madhuca, Manilkara, Mimusops, Palaquium, Sideroxylon).